# Grande Convention
La Grande Convention est l’un des textes fondamentaux régissant, dans l’univers de fiction de Dune de Frank Herbert, les rapports politiques constitutionnels du tripode du pouvoir Empereur/Landsraad/Guilde spatiale (Le Bene Gesserit n’ayant officiellement qu’un rôle de conseil).
Elle organise les relations entre Maisons, et entre ces dernières et le Trône du Lion d'Or, propriété de la Maison Corrino jusqu’à la prise du pouvoir par Paul Atréides.
Elle proscrit notamment l’usage d’atomiques par une Maison contre une autre, exigence rendue nécessaire à la suite des carnages et destructions massives que ces armes provoquèrent lors de guerres civiles entre Maisons.
La Grande Convention, en encadrant les guerres entre les Maisons du Landsraad, tend aussi à éviter les dommages collatéraux pour protéger les populations civiles non combattantes.
Elle contient en outre deux prohibitions majeures : l’interdiction de fabriquer des machines pensantes, et l’interdiction de l’utilisation d'armes bactériologiques. Ces deux tabous sont issus du Jihad Butlérien avec la guerre des Hommes contre les machines, et la Peste robotique employée par Omnius.
Paul Atréides fut accusé par l’Empereur Padishah Shaddam IV d’avoir violé la Grande Convention en 10193, lors de son offensive sur Arrakeen, où étaient stationnés les troupes Sardaukars de l’Empereur et les contingents des Grandes Maisons, venus sur Arrakis pour abattre Muad'Dib afin que l’« Épice puisse couler à flots » (selon la formule consacrée de la Guilde spatiale).
Muad'Dib se défendit de cette accusation en argüant du fait qu’il n'avait utilisé les atomiques de la Maison Atréides que pour détruire le Mur du Bouclier, chaîne de montagnes d’Arrakis, afin de se porter à la rencontre de l’Empereur qui l'avait convoqué. Il justifia cela par la nécessaire célérité que devait manifester un loyal sujet lorsque son Empereur le convoquait.
Ce détournement de la Grande Convention est l’une des clefs de la victoire de Muad'Dib et de ses Fremen, qui conduisit à la suprématie galactique de la Maison Atréides.